# Ньево, Ипполито
Иппо́лито Нье́во (итал. Ippolito Nievo; 30 ноября 1831, Падуя — 4 марта 1861) — итальянский писатель, публицист и политический деятель. Участник Рисорджименто. Сподвижник Джузеппе Гарибальди.

## Биография
Сын юриста, окончил юридический факультет Падуанского университета, однако отказался от юридической практики, не желая поддерживать правивший австрийский режим, и в дальнейшем вступил в армию Джузеппе Гарибальди, приняв участие в его сицилийской кампании.
Возвращаясь с Сицилии к себе на север страны, Ипполито Ньево погиб при кораблекрушении в Тирренском море. Среди работ, посвященных изучению его трагической смерти, можно встретить популярную гипотезу о преднамеренном потоплении корабля «Геркулес», на котором плыл писатель и ценные финансовые отчеты гарибальдийцев. Эту точку зрения, в частности, освещает и Умберто Эко в своем романе «Пражское кладбище».

## Творчество
За свою недолгую жизнь Ньево опубликовал романы «Ангел доброты» (итал. Angelo di bontà; 1856) и «Граф-пастух» (итал. Il conte pecoraio; 1857), «Сельские новеллы» (публиковались в 50-х гг.), сборники стихов «Светляки» (итал. Le lucciole; 1858) и «Любовь гарибальдийцев» (итал. Gli amori garibaldini; 1860), несколько пьес, ряд публицистических статей, очерк «Исследование народной и гражданской поэзии, особенно в Италии» (итал. Studii sopra la poesia popolare e civile massimamente in Italia; 1854), переводы из Генриха Гейне и многое другое. Наибольшую известность, однако, принёс ему опубликованный посмертно роман «Исповедь итальянца» (итал. Le Confessioni d'un italiano), подробно рассказывавший об участниках Рисорджименто и сразу широко разошедшийся по Европе; ранний русский перевод Варфоломея Зайцева (под названием «Исповедь старика») вышел в 1875 году.